# Solénoglyphe
Les serpents solénoglyphes présentent de longs crochets mobiles, reliés à la glande à venin, à l'avant du maxillaire. Ces crochets se replient mécaniquement quand la gueule se referme, épousant la forme du palais. Ils se redressent quand le serpent ouvre la gueule pour mordre. Cet appareil venimeux caractérise toutes les espèces de la famille des Vipéridés (vipères et crotales). 
L'appareil venimeux solénoglyphe est considéré comme le plus sophistiqué et le plus efficace parmi les différents types d'appareils venimeux des serpents. Il permet aux serpents qui en sont dotés de chasser à l'affut en "frappant" avec une extrême rapidité une proie qui passe à la bonne portée. À ce moment la gueule du serpent est très grande ouverte, les crochets étant alors comme jetés en avant, comme des lances. Du fait de la grande taille des crochets, la proie est "poignardée" en profondeur par la frappe, ce qui facilite une rapide immobilisation de celle-ci. Ce système permet d'injecter une quantité importante de venin très rapidement, parfois en quelques centièmes de seconde.
Les serpents solénoglyphes sont aussi très efficaces pour se défendre face à un potentiel prédateur. Ils peuvent, à partir d'une position repliée, frapper à une certaine distance avec une extrême rapidité et se repositionner ensuite immédiatement en position repliée pour se protéger, prêts à frapper de nouveau, ce qui peut obliger le prédateur à se tenir à une distance minimale. Cette technique de défense entraine aussi de nombreuses morsures sur l'homme, souvent lors de contacts ou rapprochements accidentels, le serpent frappant alors en se croyant attaqué par un prédateur. La plupart des serpents solénoglyphes signalent leur présence et leur dangerosité à l'approche d'un danger (par exemple de grands mammifères qui pourraient les piétiner), en prenant une position enroulée avec leur tête surélevée, en émettant un sifflement plus ou moins puissant et menaçant, ou, pour le genre Crotalus, avec une "sonnette" au bout de la queue fonctionnant comme une crécelle. D'autres espèces frottent leurs écailles pour émettre un son similaire. Malheureusement, ces signaux ne sont pas toujours perçus par l'homme qui fréquente le territoire de ces serpents, tandis que le serpent n'a lui même pas toujours perçu l'arrivée du danger.